# Salamander (Wappentier)

Salamander mit Flammengloriole

Der Salamander ist als Wappentier in der Heraldik eine seltene gemeine Figur.
Er ist ein besonderes Symbol des Feuers. Dargestellt wird das Tier immer mit einem aus Flammen bestehenden „Glorienschein“, der Flammengloriole.  Als Wappentier wird er übertrieben als reptilartiges großes Ungeheuer im Wappen gezeigt. Zurückzuführen ist das auf die antike Auffassung, dass das Tier im Feuer leben kann und nicht verbrennt.
Häufiger ist der Salamander in französischen Wappen anzutreffen. So ist er bereits seit 1517 im Schild von Franz I. Der König nahm auch Bezug  zum Salamander in der Bilddevise.